# Танагра чагарникова

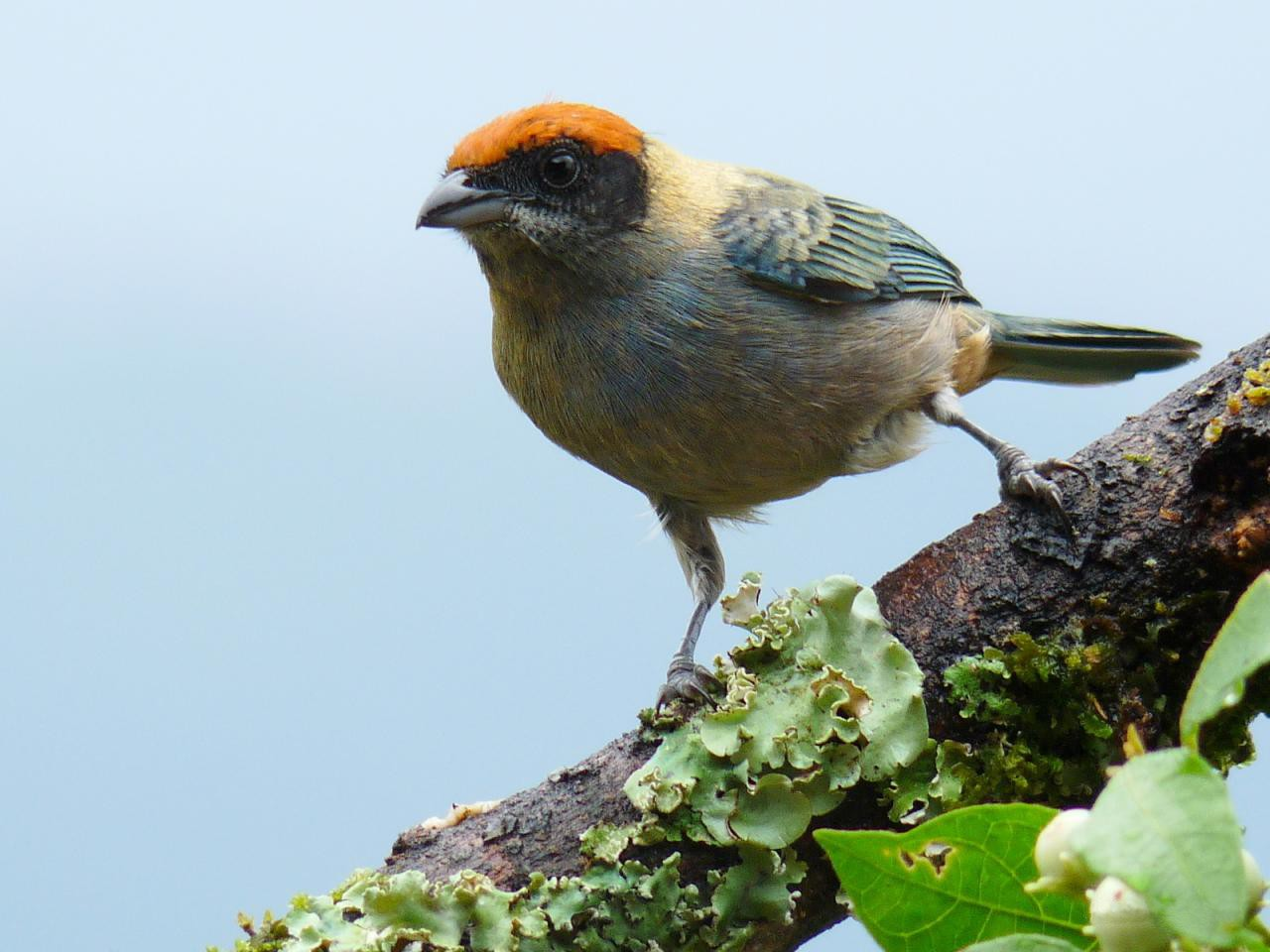
Чагарникова танагра

Тана́гра чагарникова (Stilpnia vitriolina) — вид горобцеподібних птахів родини саякових (Thraupidae). Мешкає в Колумбії і Еквадорі.

## Опис
Довжина птаха становить 14 см, вага 18,4-26,8 г. Забарвлення переважно сіре, нижня частина тіла світліша. Верхня частина голови рудувато-коричнева, решта голови чорна. Махові і стернові пера чорні з темно-синьо-зеленими краями. Дзьоб і лапи сірі. Самиці є дешо блідішими за самців.

## Поширення і екологія
Чагарникові танагри мешкають на схилах всіх трьох хребтів Колумбійських Анд (за винятком східних схилів Східного хребта), від Норте-де-Сантандера і Антіокії на південь, а також в міжандійських долинах на півночі Еквадору (на південь до північної Пічинчи). Вони живуть в сухих високогірих чагарникових заростях і рідколіссях, на узліссях і галявинах, в садах і на плантаціях. Зустрічаються поодинці, парами або невеликими зграйками, переважно на висоті від 500 до 2500 м над рівнем моря. Живляться переважно комахами та іншими безхребетнимим, а також плодами. Розмножуються протягом всього року. Гніздо чашоподібне, робиться з моху та інших рослинних волокон. В кладці 2 білуватих, зеленуватих або блакитнуватих яйця, поцяткованих коричневими або фіолетовими плямками.